# Bozveli Peak
Der Bozveli Peak (englisch; bulgarisch връх Бозвели wrach Bosweli) ist ein 1256 m hoher Berg im Grahamland auf der Antarktischen Halbinsel. Auf der Trinity-Halbinsel ragt er 3,78 km südöstlich des Antonov Peak, 2,7 km südwestlich des Mount Daimler und 6,45 km nordnordöstlich des Skakavitsa Peak in den Trakiya Heights auf. Der Victory-Gletscher liegt südwestlich von ihm.
Deutsche und britische Wissenschaftler kartierten ihn 1996. Die bulgarische Kommission für Antarktische Geographische Namen benannte ihn 2010 nach dem bulgarischen Geistlichen Neofit Bosweli (1785–1848), einem Anführer des Bulgarischen Kirchenkampfes.